# رمانس شماره ۲ برای ویولن (بتهوون)

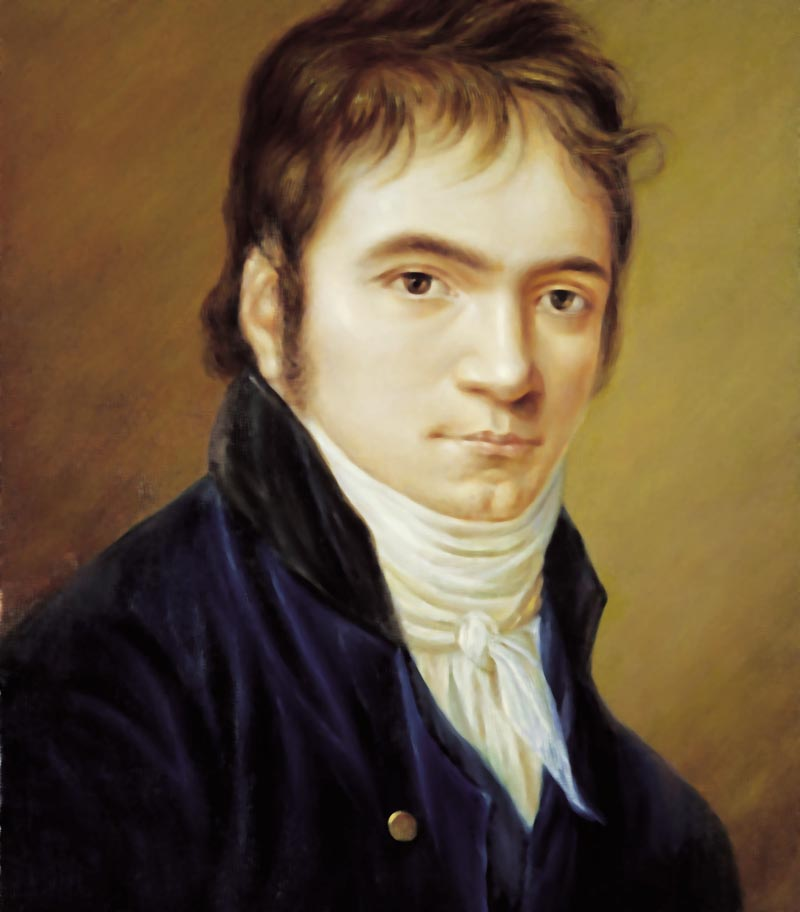
لودویگ فان بتهوون

رُمانس شماره ۲ برای ویولن (به انگلیسی: Violin Romance No. 2؛ به آلمانی: Violinromanze Nr. 2) یا رُمانس شماره ۲ برای ویولن و ارکستر، یا به‌طور مختصر، رُمانس شماره ۲ در فا ماژور، اُپوس ۵۰، قطعه‌ای است تک‌موومانه برای ویولن و ارکستر که لودویگ فان بتهوون آن را در سال ۱۷۹۸ تصنیف کرد و در سال ۱۸۰۵ منتشر شد. بتهوون این قطعه را چهار سال پیش از رُمانس شماره ۱ خود تصنیف کرده‌است. رمانس شماره ۲ دو سال بعد از رمانس شماره ۱ منتشر شد؛ به همین دلیل، شماره‌های اختصاص‌یافته معکوس است.
رمانس اُپوس ۵۰ برای تک‌نوازِ ویولن و ارکستر متشکل از سازهای زهی، دو اُبوا، دو فاگوت، دو کُر (هورن)، و یک فلوت نوشته شده‌است.
بتهوون، برخلاف رمانس شماره ۱، تمپوی این اثر را تعیین نکرده‌است.
اجرای رمانس شماره ۲، به‌طور معمول، هشت تا نُه دقیقه به‌طول می‌انجامد.